# 日刊宗谷
《日刊宗谷》（日语：日刊宗谷）是以日本北海道宗谷綜合振興局轄區內為主發行的地方報紙，由宗谷新聞社發行，與稚內Press並稱為日本發行地點最北端的報紙。創立於1948年，每日發行量約17,800份，目前非日本新聞協會會員。

## 本社及支局
- 本社
  - 北海道稚内市開運2丁目1番8號

- 支局
  - 枝幸支局（枝幸町）
  - 沓形支局（利尻町）
  - 豐富支局（豐富町）
  - 濱頓別支局（濱頓別町）

## 電視節目
- 刊載地面電視及NHKBS頻道的節目表。
  - 札幌電視台每週六9時25分向道北、北空知（日语：北空知）、鄂霍次克綜合振興局轄區內的觀眾播放的「稚內市民新聞」，會先由當週週六的日刊宗谷預告節目內容。

## 休刊日
- 毎週一、特殊節日的隔天休刊。（長假中仍會臨時發行）